# Цветкович, Неманья (футболист, 1996)
Нема́нья Цве́ткович (серб. кир. Немања Цветковић; род. 24 июня 1996 или 3 января 1996, Ужице) — сербский футболист, защитник клуба «Раднички».

## Клубная карьера
27 апреля 2013 года дебютировал на профессиональном уровне за клуб «Слобода» в матче против «Рад» в возрасте 16 лет. 4 февраля 2014 года во время тренировки в столкновение с Дино Долмагичом порвал большеберцовую и малоберцовые кости. Тренер Любиша Стаменкович заявил о том что он пропустит конец сезона.
2 июля 2021 года перешёл в клуб «Вождовац» и подписал трёхлетний контракт.